# Marius Hansen
Aage Marius Hansen (Dråby, 1890. szeptember 27. – Sæby, 1980. május 5.) olimpiai bronzérmes dán tornász.
Az 1912. évi nyári olimpiai játékokon indult tornában és a csapat összetettben szabadon választott szerekkel bronzérmes lett.
Klubcsapata a Københavns Gymnastikforening volt.